# 6Б15

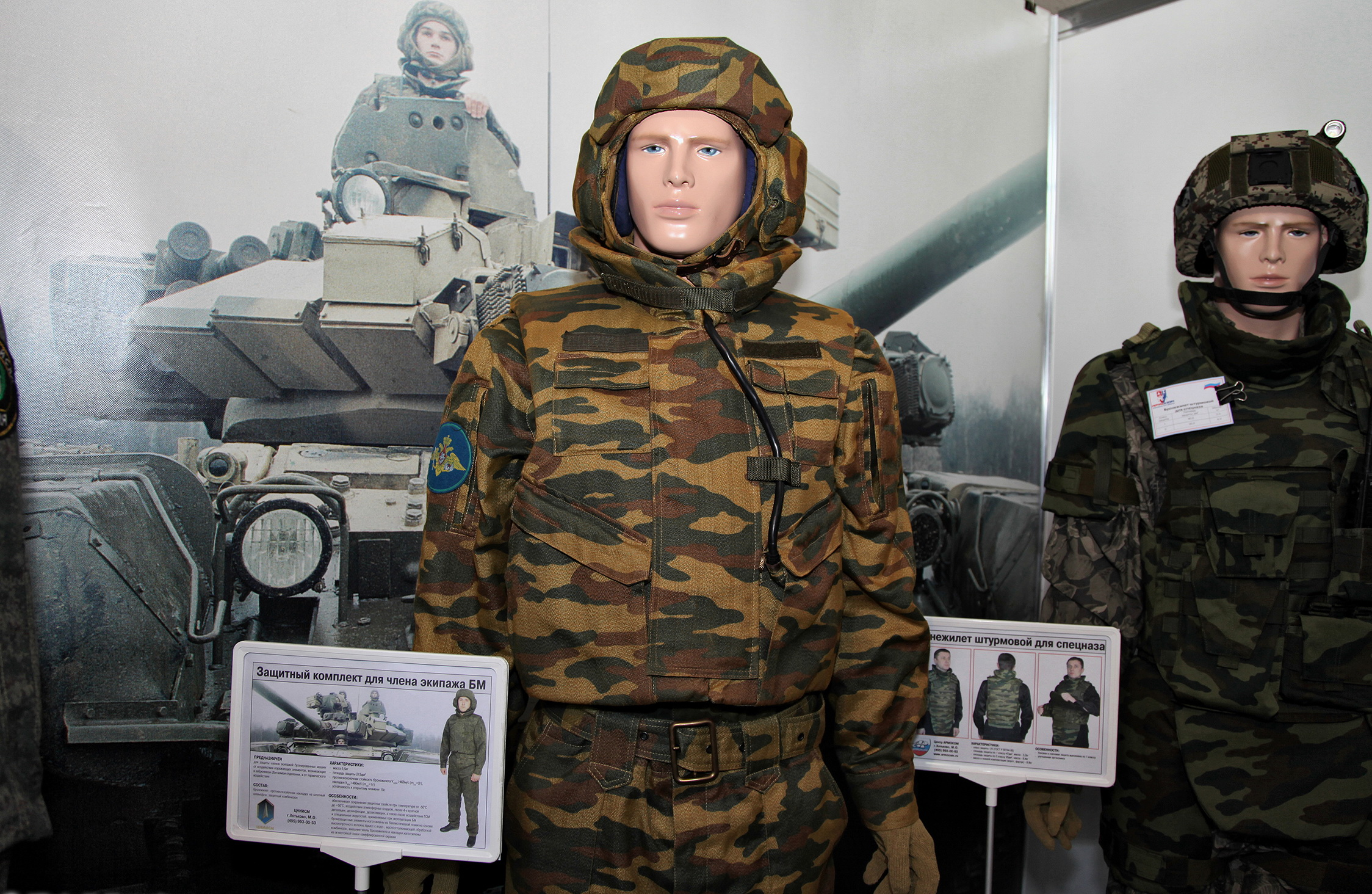
6Б15 на виставці «День інновацій МО РФ 2013»

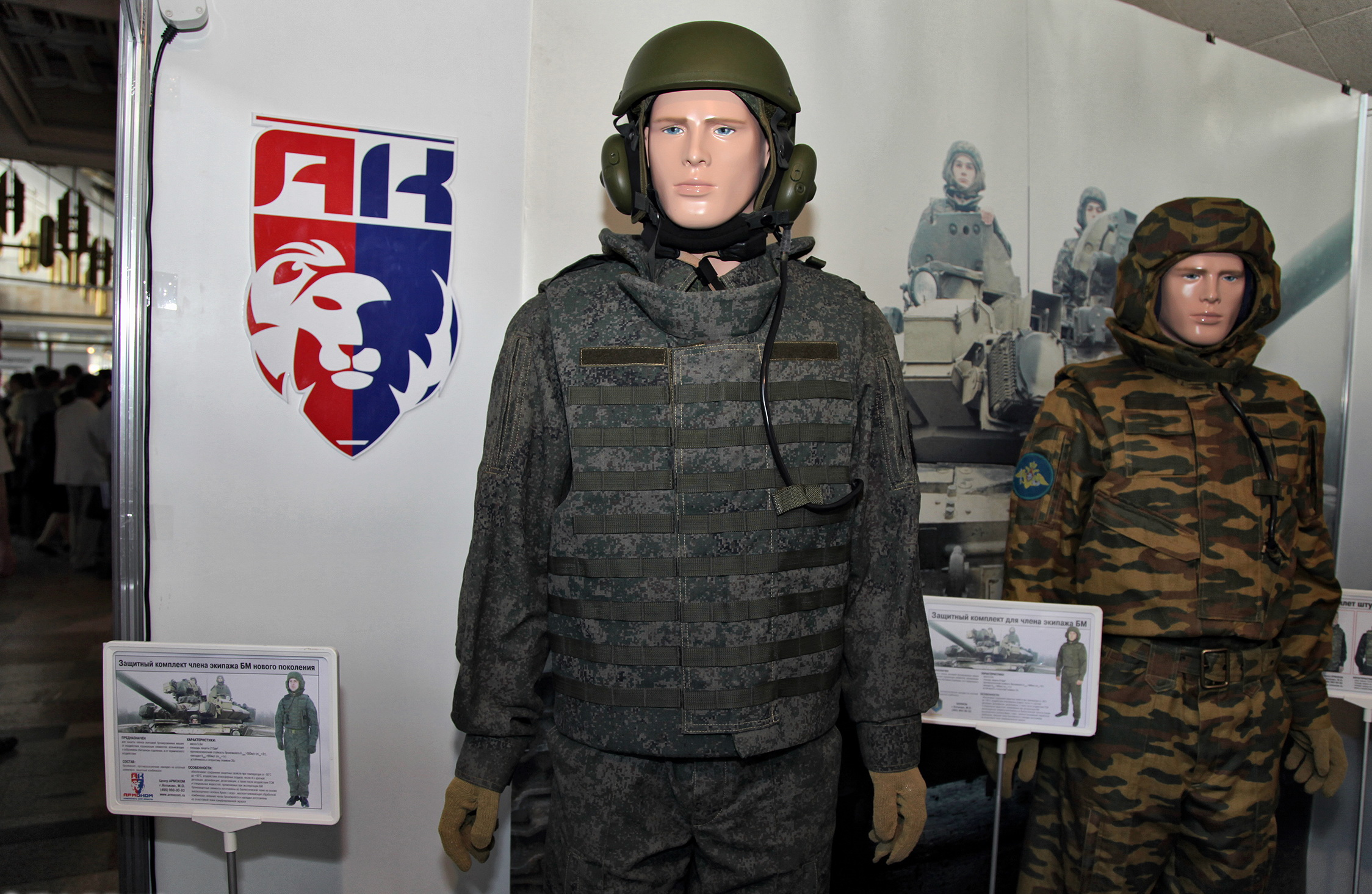
Покращений варіант 6Б15 на виставці «День інновацій МО РФ 2013»

6Б15 «Ковбой» — російський бойовий захисний костюм для екіпажів бронемашин.
Є першим спеціалізованим захисним комплектом для екіпажа бронемашин, прийнятим на забезпечення російської армії. Розроблений ЦНДІ «Точмаш».
Захисний комплект «Ковбой» складається з протиосколкового бронежилета першого класу захисту, вогнезахисного костюма і протиосколкової накладки на танковий шлемофон.
Забезпечує захист від вогню, осколків і пострілів з пістолета Макарова кулею із сталевим сердечником. Здатний захистити 80 % поверхні тіла (включаючи пахову область, плечі і шию) від дії відкритого полум'я упродовж 10-15 сек. При цьому захисна екіпіровка не обмежує свободу дій танкіста. Маса захисного костюма складає близько 6,5 кг
6Б15 «Ковбой» почав надходити у російські війська в серпні 2012 року. Першими почали оснащуватися танкові підрозділи Південного військового округу.